# Isa Pola
Isa Pola, artistnamn för Maria Luisa Betti di Montesano, född 19 december 1909 i Bologna, död 15 december 1984 i Milano, var en italiensk skådespelare, känd bland annat för sin medverkan i La canzone dell'amore (1930), den första italienska ljudfilmen som släpptes för kommersiell visning, och för att hon som skådespelare var i det närmaste fullständigt autodidakt.

## Biografi

### De tidiga åren och ljudfilmens genombrott
Isa Pola föddes i en välbärgad familj med ursprung i Veneto. Hon började redan som tonåring leta efter småroller i film och visade större intresse för filmen än de pianolektioner som hennes föräldrar bekostade. En av hennes små roller, i Silvio Laurenti Rosas film I martiri d'Italia (1927), ledde till att den tonåriga amatörens talang upptäcktes och hon erbjöds ett fem månader långt heltidskontrakt med Itala film. Pola accepterade först men bröt sedan kontraktet för en roll i Alfredo De Antonis film Boccaccesca (1928). Det visade sig vara ett lyckat drag när Enrico Guazzoni efter att ha sett filmen erbjöd henne en roll i Myriam (1929) som blev den sista stumfilmen för Pola.
Samtidigt som inspelningen av Myriam pågick var filmproducenten Stefano Pittaluga och hans filmbolag Cines, Italiens största, på väg att producera de två första italienska ljudfilmerna. Pola erbjöds en betydande roll i en av dessa, Gennaro Righellis La canzone dell'amore, som den kvinnliga huvudrollsinnehavaren Dria Paolas antagonist. Righellis film spelades in efter Alessandro Blasettis Resurrectio men den inom Cines allsmäktige Pittaluga bestämde att Righellis film skull få premiär först och så skedde också 7 oktober 1930.

### De första ljudfilmerna
Ljudfilmens genombrott blev något av en vinstlott för Pola samtidigt som hennes röst och klanderfria artikulation i viss mån bidrog till att hon kom att hamna och för en tid fastna i ett rollfack som den väluppfostrade och romantiska unga kvinnan på jakt efter sin drömprins. En sådan spelade hon för första gången i Nunzio Malasommas film La telefonista (1932) och den följdes av liknande roller i Walther Ruttmanns Acciaio (1933), Ivo Perillis Ragazzo (1933) och Marco Elters Le scarpe al sole (1935).

### Åren med teater och film
Åren 1936–37 fick Pola chansen att uppträda på en teaterscen tillsammans med Cesco Baseggio i ett par pjäser av Carlo Goldoni och Luigi Pirandello. Mellan pjäserna gjorde hon några mindre betydande filmroller i Raffaello Matarazzos L'anonima Roylott (1936) och Sono stato io! (1937) samt i Guido Brignones Gli uomini non sono ingrati (1937). Dessa biroller följdes av en huvudroll i Goffredo Alessandrinis film La Vedova (1939), baserad på Renato Simonis pjäs med samma namn. Pola fortsatte ytterligare några år på teaterscenen och återkom sedan till filmen med en succé. Rollen som den otrogna hustrun i Vittorio De Sicas drama Barnen ser oss (I bambini ci guardano) som kom 1943 (svensk premiär i TV 1958) markerade den absoluta höjdpunkten i Polas karriär.

### Slutet av karriären
Av Polas senare filmer kan nämnas Augusto Geninas Enskilt område (Tre storie proibite) från 1952 och den allra sista, Alessandro Blasettis Amore e chiacciere (1957). Efter att ha medverkat i några TV-versioner av teaterpjäser under 1960-talet drog sig Isa Pola tillbaka från offentligheten i början av 1970-talet.